# Fiice și mame (film din 1975)
Fiice și mame (titlul original: în rusă Дочки-матери, transliterat: Dociki-materi) este un film dramatic sovietic, realizat în 1975 de regizorul Serghei Gherasimov, protagoniști fiind actorii Liubov Polehina, Innokenti Smoktunovski, Tamara Makarova și Svetlana Smehonova. 

## Rezumat
Tânăra Olga Vasilyeva a crescut într-un orfelinat. Nu și-a cunoscut niciodată mama și vrea să o caute. Singura urmă pe care o are este o scrisoare rămasă de la mama ei depusă în dosarul personal, pe care a reușit să o obțină de la administrația orfelinatului. În timpul unei vacanțe de scurtă durată al școlii tehnice profesionale pe care o urmează, ea călătorește de la Sverdlovsk la Moscova mergând pe urmele nesigure ale acestei scrisori.
La adresa de pe plic o găsește pe Elena Alekseevna care se dovedește a fi profesoară într-o școală de balet, soția unui profesor la un Institut superior Tehnic din Moscova (care nu și-a susținut disertația și este complexat în acest sens). Elena este o femeie cu bunăvoință, dar se dovedește a nu fi persoana pe care o caută Olga, are doar același nume și prenume. Este bună și ospitalieră, gata să o ajute pe fată să-și găsească adevărata mamă și o invită pe Olga să-i viziteze casa într-un scurt sejur la Moscova.
Imediat apar probleme inevitabile. Olga este o fată puternică, bună și inteligentă în felul ei, dar orfelinatul a lăsat o amprentă puternică asupra personalității ei. Este directă și lipsită de diplomație și cel mai important, este o persoană obișnuită cu colectivitatea, are o experiență excelentă de a fi într-un grup. Dar nu a avut niciodată experiență de relații interumane în familie, nu cunoaște regulile de conviețuire într-un cerc familial restrâns.
Fiicele Elenei Alekseevna, fetele metropolitane răsfățate Anna și Galina, nu simt decât dispreț față de o femeie de provincie needucată și demonstrează acest lucru în toate modurile posibile atunci când se ivește un pretext.
Iar Olga le dă o mulțime de motive. Neînțelegând ce se poate și ce nu poate fi spus, neștiind cum să se comporte într-o societate cu relații complexe și delicate, ea jignește din neatenție o prietenă a fiicelor sale, îi scapă în mod lejer lui Vadim Antonovich ce i-a spus Elena despre el în secret, după care Vadim Antonovici pleacă de casă. Spund Elenei despre această conversație, îi provoacă nemulțumirea și ei iar din cauza comportamentului neplăcut al Olgăi, apare stânjenire printre oaspeții Elenei, care pur și simplu pleacă, nedorind să participe la confruntarea din familie. Olga își dă seama ce a provocat și nu se simte deloc în largul ei în mijlocul acestei familii.
Cu toate acestea, Elena Alekseevna încă păstrează simpatia și bunătatea față de Olga, văzând în ea integritatea și respectând-o pentru faptul că soarta ei dificilă nu a amărât-o sau distrus-o iar Elena nu poate decât să aprecieze impulsul Olgăi: caută o mamă nu pentru că are nevoie de ea, vrea să o găsească în speranța că mama ei are nevoie de Olga însăși.
Olga se întoarce la căminul școlii profesionale al Uzinei de construcție de mașini grele din Ural, în mediul simplu de fabrică al cunoscuților ei, aproape cu ușurare. Aceasta este însă o ușurare amară: în timpul călătoriei și contactului cu o altă viață și cu alte modele de relații, ea și-a dat seama că viața nu este atât de simplă pe cât a fost învățată și cum i s-a părut. Dându-și seama de singurătatea și simțindu-o acut, în prima noapte după întoarcerea de la Moscova plânge cu amărăciune în perna ei de la cămin, realizând de tot ce a fost lipsită în copilăria ei petrecută într-o viață de orfelinat.
A trecut câtva timp, iar Olga primește o scrisoare de la Elena Alekseevna: se pare că soțul ei Vadim Antonovici a reușit să găsească urmele adevăratei mame a Olgăi. Această urmă nu promite nimic bun (în orice caz, nimic asemănător cu lumea complexă, dar amabilă și grijulie a Elenei Alekseevna și a familiei ei): mama ei adevărată este dependentă de alcool. Fără ezitare, Olga ia drumul spre orașul Toropeț, pentru a-și vedea în sfârșit mama, pentru a deveni acel sprijin de care are nevoie.

## Distribuție
- Innokenti Smoktunovski – Vadim Vasiliev
- Tamara Makarova – Elena Vasilieva
- Liubov Polehina – Olga Vasilieva (Olea)
- Serghei Gherasimov – Piotr Vorobliov
- Svetlana Smehonova – Ania, fiica Elenei și a lui Vadim
- Larisa Udovicenko – Galia, fiica Elenei și a lui Vadim
- Zurab Kipșidze – Rezo
- Boris Baciurin – tipul de la „Uralmaș”
- Liubov Kaliujnaia –  asistenta de la orfelinat
- Grigori Malikov – Grișa, dansator
- Tatiana Nikitina – prietena Oliei
- Elena Kuzmina – studenta
- Tatiana Parkina – bucătăreasa
- Е. Kasatikova – Flora
- Vladimir Maron – rol episodic

## Lansare
A fost lansat în anul 1975 și a avut parte de succes comercial, fiind vizionat de 18,2 milioane de spectatori în cinematografele din Uniunea Sovietică.